# Municipio de Brook Park
El municipio de Brook Park (en inglés: Brook Park Township) es un municipio ubicado en el condado de Pine en el estado estadounidense de Minnesota. En el año 2010 tenía una población de 522 habitantes y una densidad poblacional de 6,7 personas por km².

## Geografía
El municipio de Brook Park se encuentra ubicado en las coordenadas 45°55′25″N 93°6′44″O / 45.92361, -93.11222. Según la Oficina del Censo de los Estados Unidos, el municipio tiene una superficie total de 77.88 km², de la cual 77,88 km² corresponden a tierra firme y (0 %) 0 km² es agua.

## Demografía
Según el censo de 2010, había 522 personas residiendo en el municipio de Brook Park. La densidad de población era de 6,7 hab./km². De los 522 habitantes, el municipio de Brook Park estaba compuesto por el 96,93 % blancos, el 0,19 % eran afroamericanos, el 0,19 % eran amerindios, el 0,96 % eran asiáticos, el 0,57 % eran de otras razas y el 1,15 % eran de una mezcla de razas. Del total de la población el 0,77 % eran hispanos o latinos de cualquier raza.